# Alfred H. Colquitt

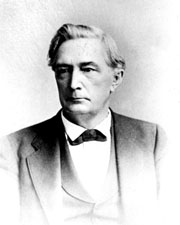
Alfred Holt Colquitt

Alfred Holt Colquitt (* 20. April 1824 in Monroe, Walton County, Georgia; † 26. März 1894 in Washington, D.C.) war ein Jurist, Prediger, US-Senator, Gouverneur von Georgia und Brigadegeneral im Konföderierten Heer im Sezessionskrieg.

## Lebenslauf
Alfred Colquitt, dessen Vater Walter T. Colquitt ebenfalls Politiker war und für Georgia beiden Kammern des Kongresses angehörte, studierte Jura am New Jersey College, der späteren Princeton University, und graduierte 1844. Seine Zulassung als Anwalt erhielt er 1846. Danach ließ er sich als Jurist in Monroe nieder. Colquitt diente während des Mexikanisch-Amerikanischen Krieges im US-Heer mit dem Dienstgrad Major als Verwaltungsoffizier. Er quittierte den Dienst am 31. Januar 1848.
Zurück in Georgia führte Colquitt seine Anwaltskanzlei weiter und betätigte sich in der Politik. Er wurde am 4. März 1853 für zwei Jahre ins US-Repräsentantenhaus gewählt. Colquitt arbeitete nach dieser Amtszeit als Rechtsanwalt und wurde 1859 in das Repräsentantenhaus von Georgia gewählt. 1860 unterstützte er die Wahl von John C. Breckinridge zum Präsidenten. Das Repräsentantenhaus benannte Colquitt 1861 als Delegierten der Georgia Secession Convention, in der er am 19. Januar 1861 die Austrittserklärung Georgias mitunterzeichnete. 
Colquitt wurde am 16. März 1861 als Hauptmann in die Infanterietruppe des konföderierten Berufsheeres (ACSA) eingestellt. Am 27. Mai 1861 wurde er zum Oberst befördert und zum Kommandeur des  6. Georgia-Infanterie-Regiments ernannt. Colquitt wurde am 3. Oktober 1861 zum Brigadekommandeur ernannt und nahm unter anderem vom 25. Juni bis zum 1. Juli 1862 an der Sieben-Tage-Schlacht teil. Am 1. September 1862 wurde er zum Brigadegeneral befördert.
Mit der Brigade nahm Colquitt unter Generalmajor Jackson am 14. September 1862 an der Schlacht am South Mountain, am 17. September 1862 an der Schlacht am Antietam, vom 11. bis zum 15. Dezember 1862 an der Schlacht von Fredericksburg und am 2. und 5. Mai 1863 an der Schlacht bei Chancellorsville teil. Nach diesen Schlachten kamen Fragen über Colquitts Fähigkeiten auf und seine Brigade wurde nach North Carolina und im Sommer 1863 nach Charleston, South Carolina verlegt. Im Februar 1864 marschierte er mit seiner Brigade Richtung Süden, um in Florida bei der Verteidigung gegen die vorrückenden Unionstruppen zu helfen und war siegreich in der Schlacht bei Olustee. Nach dieser Schlacht wurde seine Brigade zur Nord-Virginia-Armee von Robert E. Lee versetzt. Gegen Ende des Krieges wurde Colquitts Brigade wieder zur Verteidigung nach North Carolina entsandt, wo er 1865 kapitulierte.
Nach dem Krieg führte er seine Anwaltspraxis weiter und wurde aktives Mitglied der Demokraten. 1876 gewann er gegen den Republikaner Jonathan Norcross das Amt des Gouverneurs von Georgia. 1880 wurde er nochmals in dieses Amt gewählt. 1883 und 1888 wurde er jeweils zum US-Senator gewählt und übte dieses Amt bis zu seinem Tod 1894 aus.